# Pompe à impulsion

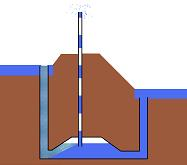
Principe d'une pompe à impulsion, construite à partir d'un compresseur de Taylor.

Une pompe à impulsion est un dispositif de pompage de l'eau utilisant la gravité et dépourvu de tout élément mobile. Elle consiste en l'association d'une trompe hydraulique de Taylor avec un airlift.
L'invention de ce type de pompe est revendiquée par Brian White, un maçon américain, qui a réalisé son premier prototype en 1987 et a laissé l'invention dans le domaine public. Il propose une notice de construction pour une réalisation par des particuliers avec de faibles moyens, signalant les améliorations possibles par rapport à une conception de base, dans une démarche Do it yourself. Le système est donc particulièrement populaire parmi les mouvements alternatifs. Il est souvent comparé au bélier hydraulique, qui est plus complexe, mais dont la construction ne nécessite pas de travail de fouille ou de présence d'un puits.
La pompe à impulsion combine deux éléments, la trompe hydraulique et l'airlift, dont le fonctionnement a été longtemps étudié, notamment parce qu'ils font intervenir des notions complexes de mécanique des fluides diphasique. En sacrifiant le rendement, il est possible d'atteindre de bonnes hauteurs de relevage. Par exemple, avec une hauteur de chute de 0,5 m et une consommation d'eau de 260 L/min, il est possible de relever 4 L/min à 3,6 m de haut, grâce à un puits de 2,5 m de profondeur. La puissance délivrée par une telle installation est de 2,3 Watt, avec un rendement de 11 %.